# Haisnes
Haisnes, dénommée localement Haisnes-lez-la-Bassée, est une commune française située dans le département du Pas-de-Calais en région Hauts-de-France. Ses habitants sont appelés les Haisnois.
La commune fait partie de la communauté d'agglomération de Béthune-Bruay, Artois-Lys Romane qui regroupe 100 communes et compte 275 327 habitants en 2021.

## Géographie

### Localisation
Localisée dans l'est du département du Pas-de-Calais et limitrophe du département du Nord, Haisnes est une commune traversée par le canal d'Aire à la Bassée et située, à vol d'oiseau, à 11 km à l'est de la commune de Béthune (chef-lieu d'arrondissement) et à 21 km au sud-ouest de la commune de Lille (aire d'attraction).
Le territoire de la commune est limitrophe de ceux de sept communes, dont une, La Bassée, dans le département du Nord.
Les communes limitrophes sont La Bassée, Loos-en-Gohelle, Hulluch, Vermelles, Violaines, Auchy-les-Mines et Douvrin.

### Géologie et relief
La superficie de la commune est de 5,58 km2 ; son altitude varie de 22  à   47 mètres.

### Hydrographie
Le territoire de la commune est situé dans le bassin Artois-Picardie.
La commune est traversée par quatre cours d'eau :
- le canal d'Aire à la Bassée, canal navigable de 39 km, qui prend sa source dans la commune de Bauvin et se jette dans La Lys au niveau de la commune d'Aire-sur-la-Lys[4].
- l'ancien Canal d'Aire à la Bassée, canal, chenal navigable de 2,69 km, qui prend sa source dans la commune de Douvrin et se jette dans Le canal d'Aire à la Bassée au niveau de la commune de Violaines[5] ;

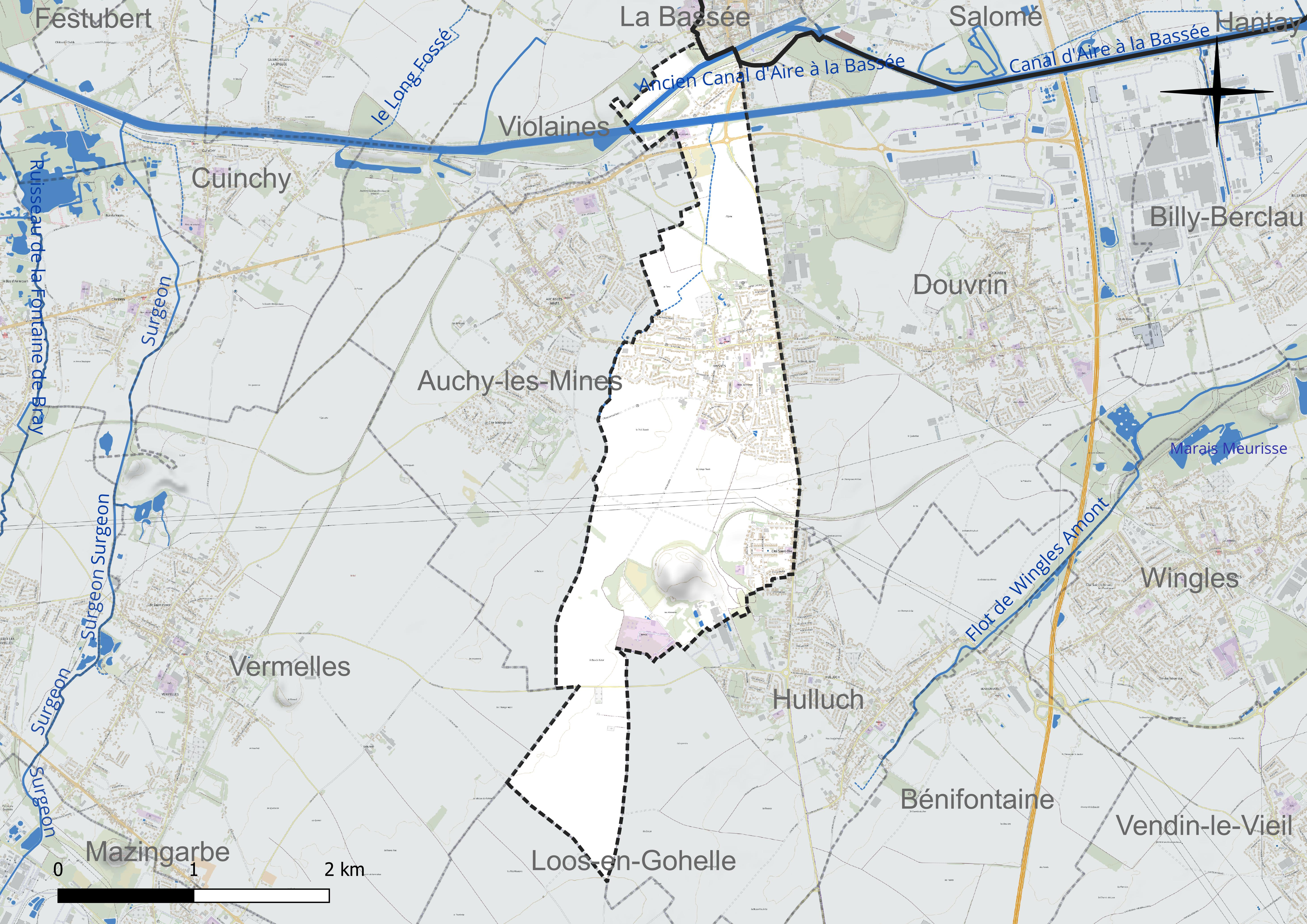
Réseau hydrographique d'Haisnes.

- l'Auchy-lès-Mines, d'une longueur de 1,27 km[6] ;
- le Chemin du Roi, canal, chenal non navigable de 0,89 km, qui prend sa source dans la commune et se jette dans Le canal d'Aire à la Bassée au niveau de la commune[7].

### Climat
Pour des articles plus généraux, voir Climat des Hauts-de-France et Climat du Pas-de-Calais.
En 2010, le climat de la commune est de type climat océanique dégradé des plaines du Centre et du Nord, selon une étude du CNRS s'appuyant sur une série de données couvrant la période 1971-2000. En 2020, Météo-France publie une typologie des climats de la France métropolitaine dans laquelle la commune est exposée à un climat océanique et est dans la région climatique Nord-est du bassin Parisien, caractérisée par un ensoleillement médiocre, une pluviométrie moyenne régulièrement répartie au cours de l’année et un hiver froid (3 °C).
Pour la période 1971-2000, la température annuelle moyenne est de 10,6 °C, avec une amplitude thermique annuelle de 14,1 °C. Le cumul annuel moyen de précipitations est de 713 mm, avec 12 jours de précipitations en janvier et 9 jours en juillet. Pour la période 1991-2020, la température moyenne annuelle observée sur la station météorologique la plus proche, située sur la commune de Lillers à 23 km à vol d'oiseau, est de 11,1 °C et le cumul annuel moyen de précipitations est de 731,5 mm,. Pour l'avenir, les paramètres climatiques de la commune estimés pour 2050 selon différents scénarios d'émission de gaz à effet de serre sont consultables sur un site dédié publié par Météo-France en novembre 2022.

### Milieux naturels et biodiversité

#### Espèces faunistiques et floristiques
Le site de l’Inventaire national du patrimoine naturel (INPN) recense plusieurs espèces faunistiques et floristiques sur le territoire de la commune dont certaines sont protégées et d’autres menacées et quasi-menacées.

## Urbanisme

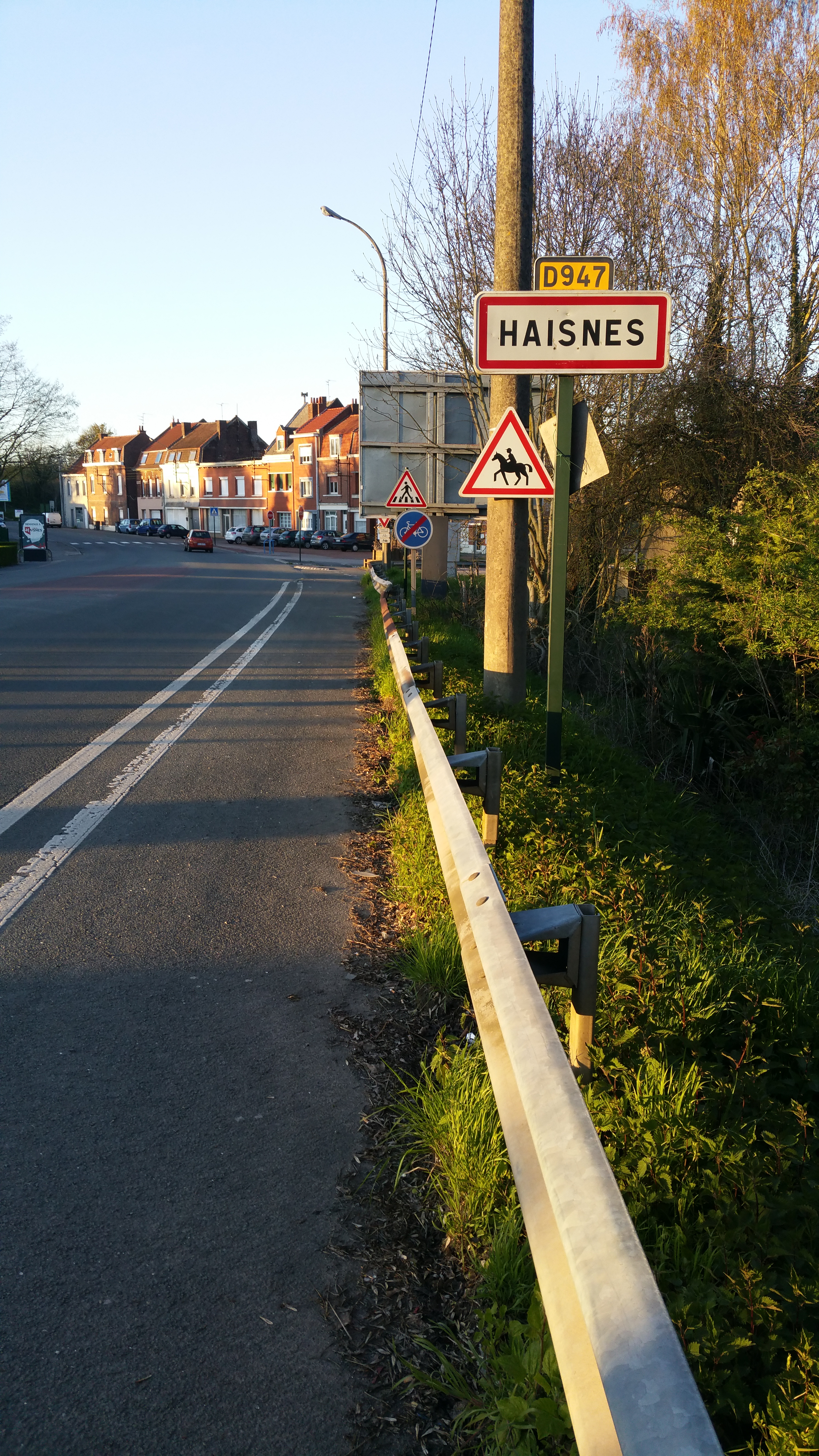
Une entrée de la commune.

### Typologie
Au 1er janvier 2024, Haisnes est catégorisée ceinture urbaine, selon la nouvelle grille communale de densité à sept niveaux définie par l'Insee en 2022.
Elle appartient à l'unité urbaine de Béthune, une agglomération inter-départementale regroupant 94  communes, dont elle est une commune de la banlieue,,. Par ailleurs la commune fait partie de l'aire d'attraction de Lille (partie française), dont elle est une commune de la couronne,. Cette aire, qui regroupe 201 communes, est catégorisée dans les aires de 700 000 habitants ou plus (hors Paris),.

### Occupation des sols
L'occupation des sols de la commune, telle qu'elle ressort de la base de données européenne d’occupation biophysique des sols Corine Land Cover (CLC), est marquée par l'importance des territoires agricoles (64,3 % en 2018), en diminution par rapport à 1990 (67,2 %). La répartition détaillée en 2018 est la suivante : 
terres arables (64,3 %), zones urbanisées (27,7 %), mines, décharges et chantiers (5,1 %), milieux à végétation arbustive et/ou herbacée (2,9 %). L'évolution de l’occupation des sols de la commune et de ses infrastructures peut être observée sur les différentes représentations cartographiques du territoire : la carte de Cassini (XVIIIe siècle), la carte d'état-major (1820-1866) et les cartes ou photos aériennes de l'IGN pour la période actuelle (1950 à aujourd'hui).

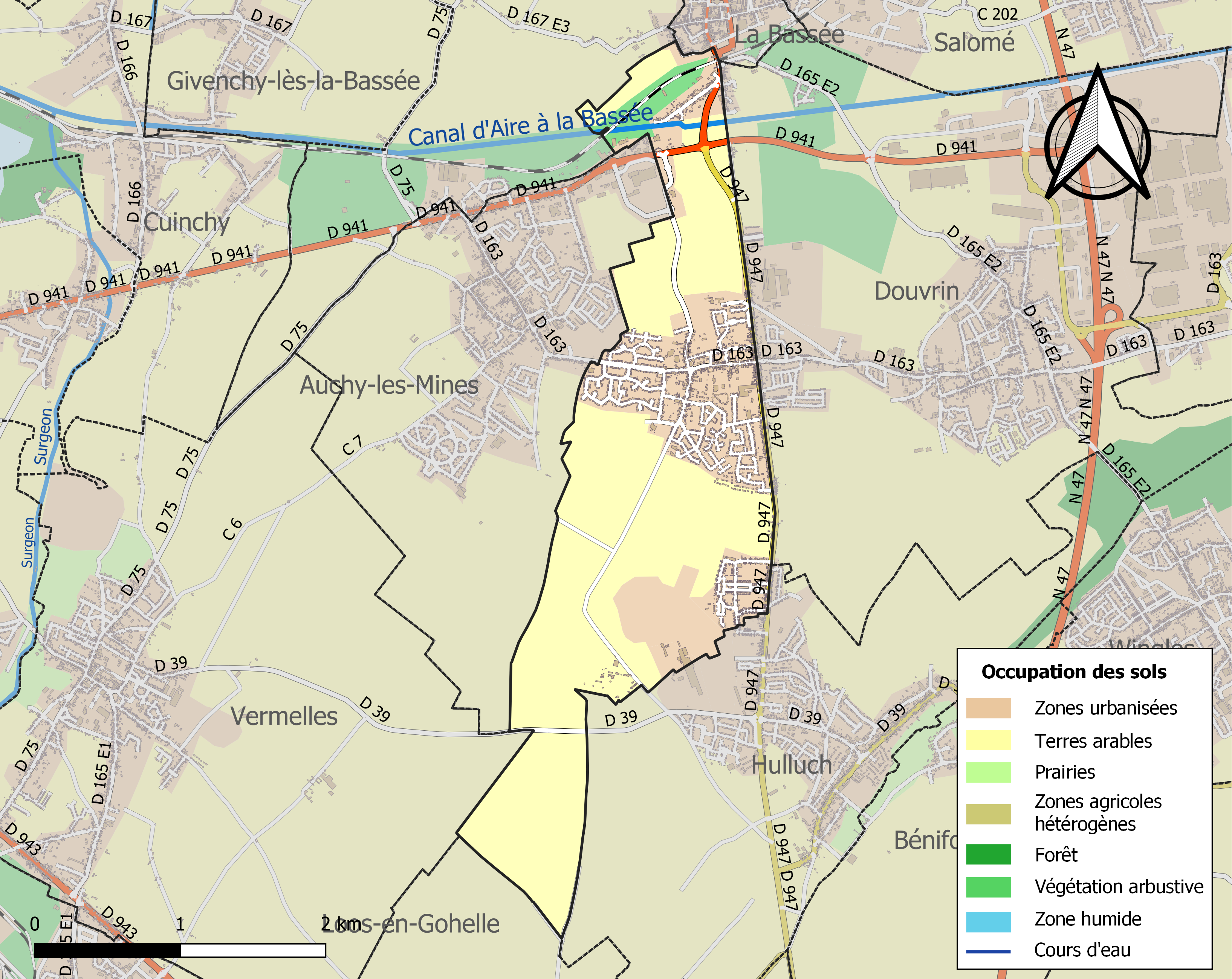
Carte des infrastructures et de l'occupation des sols de la commune en 2018 (CLC).

### Voies de communication et transports

#### Voies de communication
La commune est desservie par les routes départementales D 163 et D 947.

#### Transports
La commune se trouve à 4 km, au sud, de la gare de La Bassée - Violaines, située sur la ligne de Fives à Abbeville, desservie par des trains régionaux du réseau TER Hauts-de-France.

## Toponymie
Le nom de la localité est attesté sous les formes Hainnæ en 877 ; Aines en 976 ; Haines en 1124 ; Hainæ en 1141 ; Aisna en 1219 ; Haines en 1252 ; Aeine en 1256 ; Hanes au XIIIe siècle ; Haynes en 1386 ; Haynnes en 1430 ; Haisnes en 1759; Haisnes en 1793 ; Haisne et Haisnes depuis 1801.
Hagen en flamand.

## Histoire
Après la Première Guerre mondiale, la commune est décorée de la croix de guerre 1914-1918 par décret du 25 septembre 1920, distinction également attribuée à 276 autres communes du Pas-de-Calais.
En mai 1919, six mois après la fin de la guerre, les habitants de la commune doivent supporter une sinistre cohabitation : la présence de cadavres ennemis et alliés dans les carrières, avec les conséquences induites : visions lugubres rappelant les épreuves passées, odeurs, risque d'épidémies. Il leur faudra attendre la construction de cimetières militaires (trois sur la commune d'Haisnes) pour que cesse cette situation.
La commune va également symboliser toutes les difficultés de la population de la région après la fin de la Seconde Guerre mondiale. Les années qui suivent celles-ci sont difficiles pour de nombreuses personnes : rationnement alimentaire, manque de charbon, de logements, de travail, salaires trop faibles, misère sociale ; crimes et suicides abondent : le 25 novembre 1946, à Haisnes, on retire du canal les corps d'une famille (famille Dumortier) soit les parents et sept enfants, attachés l'un à l'autre.

## Politique et administration

### Découpage territorial
La commune se trouve dans l'arrondissement de Béthune du département du Pas-de-Calais, depuis 1801.

#### Commune et intercommunalités
La commune est membre de la communauté d'agglomération de Béthune-Bruay, Artois-Lys Romane.

#### Circonscriptions administratives
La commune est rattachée au canton de Douvrin, depuis 1991, auparavant, depuis 1801, elle était rattachée au canton de Cambrin.

#### Circonscriptions électorales
Pour l'élection des députés, la commune fait partie de la douzième circonscription du Pas-de-Calais.

### Élections municipales et communautaires

#### Liste des maires
| Période                                  | Période                    | Identité          | Étiquette | Qualité |
| ---------------------------------------- | -------------------------- | ----------------- | --------- | --- |
| Les données manquantes sont à compléter. |                            |                   |           | |
| mai 1945                                 | 1967                       | Arthur Delebecque |           | |
| 1967                                     | avril 1997                 | Ovide Dancoisne   | PS        | |
| avril 1997                               | novembre 2008              | Fabien Pruvot     | PS        | Directeur informaticien Conseiller général du canton de Douvrin (2004 → 2011) Démissionnaire                                               |
| 9 novembre 2008                          | En cours (au 15 mars 2022) | Frédéric Wallet   | PS        | Podologue-ostéopathe Conseiller général du canton de Douvrin (2011 → 2015) Réélu pour le mandat 2014-2020, Réélu pour le mandat 2020-2026, |

## Équipements et services publics
Le 8 juin 2023 est inaugurée, dans la commune, la maison France services, installée dans l'ancienne chapelle Saint-Élie. Ce guichet unique des services publics, ouvert à tous, offre les services suivants : caisse d’allocations familiales (CAF), caisse primaire d'assurance maladie (CPAM), l’Assurance Retraite, la Mutualité sociale agricole (MSA), Pôle emploi, l’agence nationale des titres sécurisés (ANTS), les impôts, La Poste, le ministère de la Justice (point justice) et permet d'effectuer les démarches suivantes comme, déclarer ses revenus, faire une demande de permis de conduire, de passeport ou de carte d’identité, demander une aide sociale, gérer son compte Ameli, utiliser un ordinateur, etc..

### Enseignement
La commune est située dans l'académie de Lille et dépend, pour les vacances scolaires, de la zone B.
La commune administre l'école maternelle et l'école élémentaire Pierre Perret, et deux écoles primaires : cité Papillon et Jules Andrieu.

### Justice, sécurité, secours et défense
La commune dépend du tribunal judiciaire de Béthune, du conseil de prud'hommes de Béthune, de la cour d'appel de Douai, du tribunal de commerce d'Arras, du tribunal administratif de Lille, de la cour administrative d'appel de Douai, du pôle nationalité du tribunal judiciaire de Béthune et du tribunal pour enfants de Béthune.

## Population et société

### Démographie
Les habitants de la commune sont appelés les Haisnois.

#### Évolution démographique
L'évolution du nombre d'habitants est connue à travers les recensements de la population effectués dans la commune depuis 1793. Pour les communes de moins de 10 000 habitants, une enquête de recensement portant sur toute la population est réalisée tous les cinq ans, les populations de référence des années intermédiaires étant quant à elles estimées par interpolation ou extrapolation. Pour la commune, le premier recensement exhaustif entrant dans le cadre du nouveau dispositif a été réalisé en 2005.

En 2022, la commune comptait 4 411 habitants, en évolution de +1,73 % par rapport à 2016 (Pas-de-Calais : −0,72 %, France hors Mayotte : +2,11 %).
| 1793 | 1800 | 1806 | 1821 | 1831 | 1836 | 1841 | 1846 | 1851 |
| ---- | ---- | ---- | ---- | ---- | ---- | ---- | ---- | ---- |
| 420  | 485  | 486  | 558  | 594  | 612  | 670  | 608  | 629  |

| 1856 | 1861 | 1866 | 1872 | 1876 | 1881 | 1886 | 1891 | 1896  |
| ---- | ---- | ---- | ---- | ---- | ---- | ---- | ---- | ----- |
| 694  | 801  | 812  | 734  | 799  | 969  | 900  | 916  | 1 010 |

| 1901  | 1906  | 1911  | 1921 | 1926  | 1931  | 1936  | 1946  | 1954  |
| ----- | ----- | ----- | ---- | ----- | ----- | ----- | ----- | ----- |
| 1 064 | 1 128 | 1 459 | 943  | 1 729 | 1 956 | 2 004 | 2 181 | 2 489 |

| 1962  | 1968  | 1975  | 1982  | 1990  | 1999  | 2005  | 2006  | 2010  |
| ----- | ----- | ----- | ----- | ----- | ----- | ----- | ----- | ----- |
| 2 722 | 2 709 | 3 106 | 3 970 | 4 525 | 4 357 | 4 284 | 4 263 | 4 482 |

| 2015  | 2020  | 2022  | - | - | - | - | - | - |
| ----- | ----- | ----- | - | - | - | - | - | - |
| 4 367 | 4 416 | 4 411 | - | - | - | - | - | - |

#### Pyramide des âges
En 2018, le taux de personnes d'un âge inférieur à 30 ans s'élève à 37,7 %, soit au-dessus de la moyenne départementale (36,7 %). À l'inverse, le taux de personnes d'âge supérieur à 60 ans est de 23,5 % la même année, alors qu'il est de 24,9 % au niveau départemental.
En 2018, la commune comptait 2 119 hommes pour 2 261 femmes, soit un taux de 51,62 % de femmes, légèrement supérieur au taux départemental (51,50 %).
Les pyramides des âges de la commune et du département s'établissent comme suit.
| Hommes | Classe d’âge | Femmes |
| ------ | ------------ | ------ |
| 0,2    | 90 ou +      | 1,2    |
| 3,5    | 75-89 ans    | 5,5    |
| 17,4   | 60-74 ans    | 19,1   |
| 17,2   | 45-59 ans    | 17,7   |
| 21,9   | 30-44 ans    | 20,8   |
| 17,0   | 15-29 ans    | 16,7   |
| 22,8   | 0-14 ans     | 19,0   |

| Hommes | Classe d’âge | Femmes |
| ------ | ------------ | ------ |
| 0,5    | 90 ou +      | 1,6    |
| 5,6    | 75-89 ans    | 8,9    |
| 16,7   | 60-74 ans    | 18,1   |
| 20,2   | 45-59 ans    | 19,2   |
| 18,9   | 30-44 ans    | 18,1   |
| 18,2   | 15-29 ans    | 16,2   |
| 19,9   | 0-14 ans     | 17,9   |

## Culture locale et patrimoine

### Lieux et monuments

#### Patrimoine mondial
Depuis le 30 juin 2012, la valeur universelle et historique du bassin minier du Nord-Pas-de-Calais est reconnue et inscrite sur la liste du patrimoine mondial l’UNESCO. Parmi les 353 sites, répartis sur 109 lieux inclus dans le périmètre du bassin minier, le site no 63 de Haisnes avec la fosse no 6 des mines de Lens et la cité pavillonnaire Saint-Élie à Haisnes, liée à l'exploitation de la fosse no 13 des mines de Lens,.

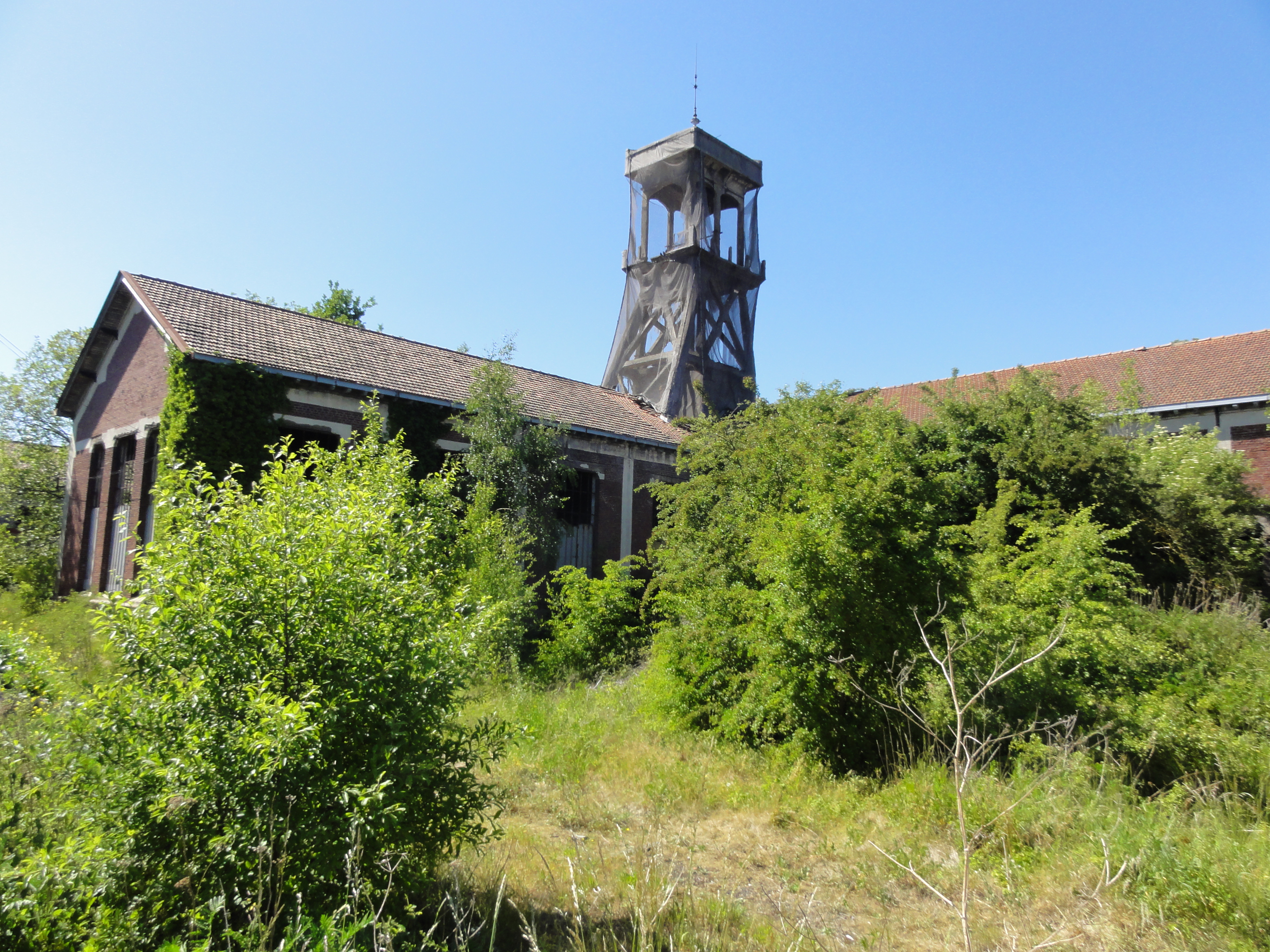
La fosse no 6.
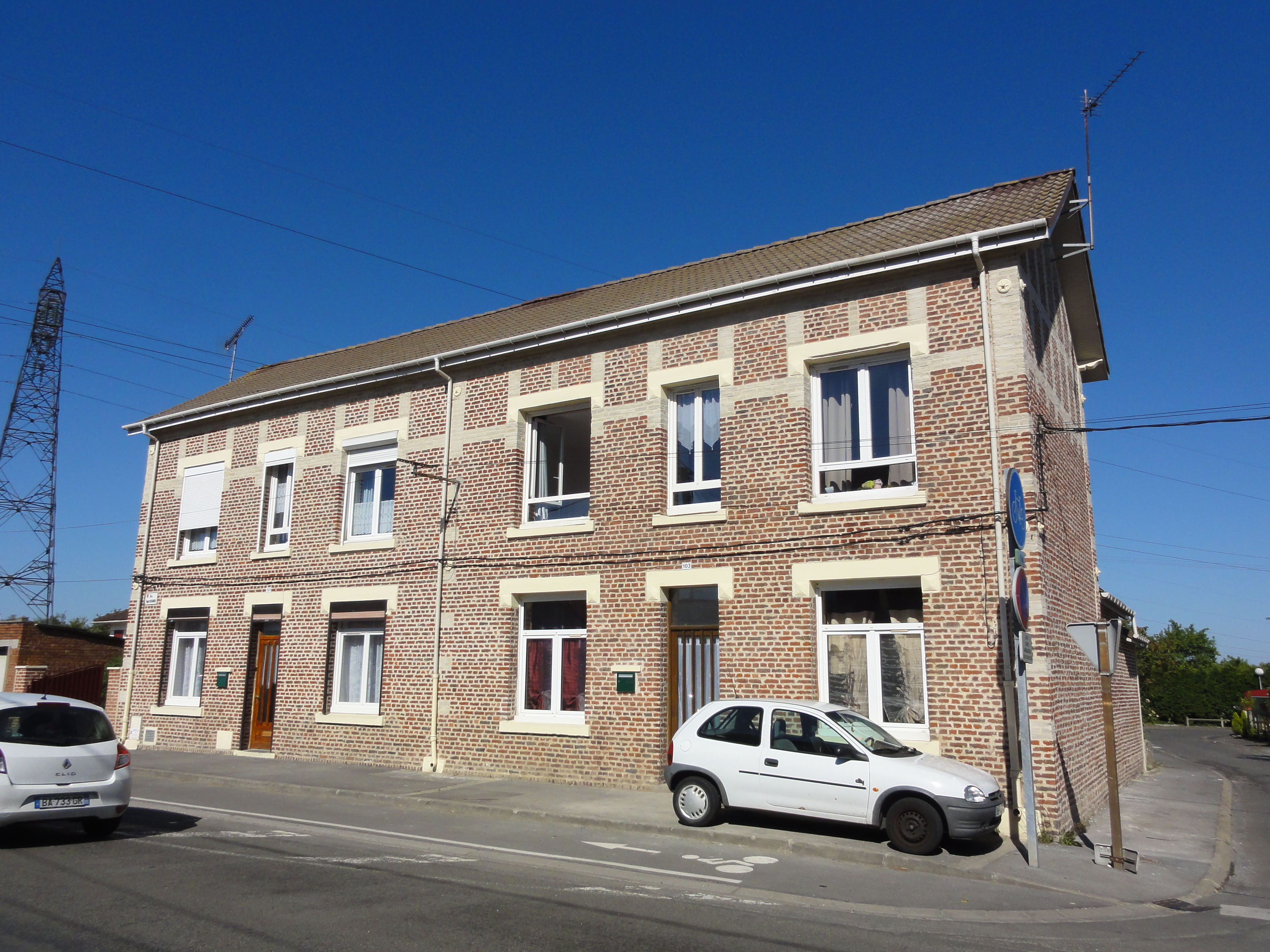
La cité Saint-Élie.

#### Monument historique
- L'ancienne fosse 6 de Lens. Le premier puits est foré en 1859. Le chevalement de la fosse 6 est édifié en béton armé en 1924 ; la fosse est reconstruite après la première guerre mondiale ; l'extraction cesse en 1936 ; en 1959, les Houillères cèdent le site à une personne privée ; le site fait l’objet d’une inscription au titre des monuments historiques depuis le 23 novembre 2004[45], il fait partie des 353 éléments du bassin minier Nord-Pas-de-Calais inscrit depuis 2012 sur la liste du patrimoine mondial de l'Unesco et des dix sites considérés comme menacés dans ce patrimoine[46].

#### Autres lieux et monuments
- L'église Saint-Nicaise. Détruite pendant la Première Guerre mondiale, elle est reconstruite après 1918[47].
- Le canal d'Aire, espaces verts et de loisirs de la Fosse 6,
- Le cimetière militaire St.Mary's Advanced Dressing Station Cemetery.
- Le cimetière militaire Ninth Avenue Cemetery.
- Le cimetière militaire Bois-Carré Military Cemetery.
- Le monument aux morts[48].

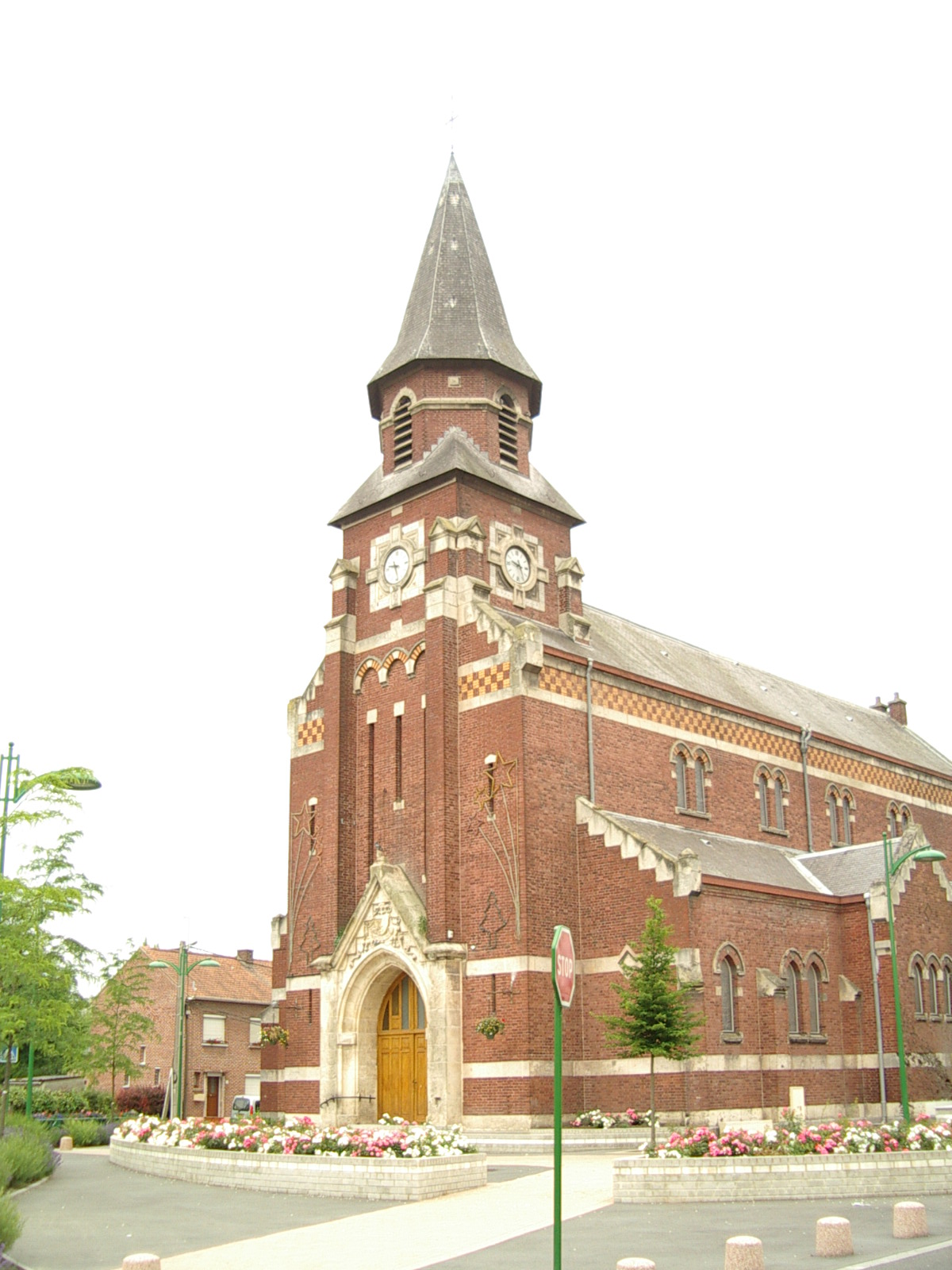
L'église.
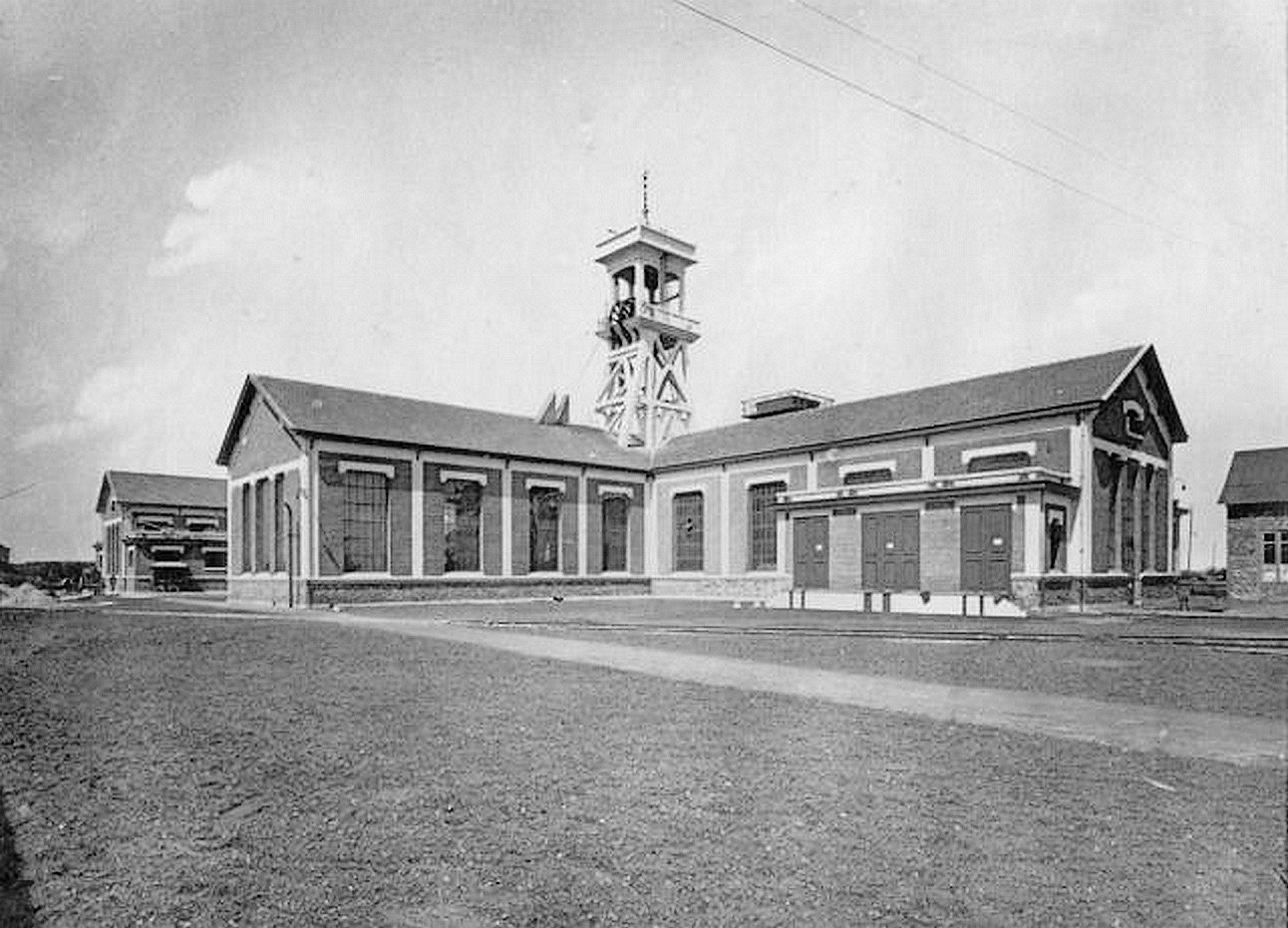
La fosse 6.
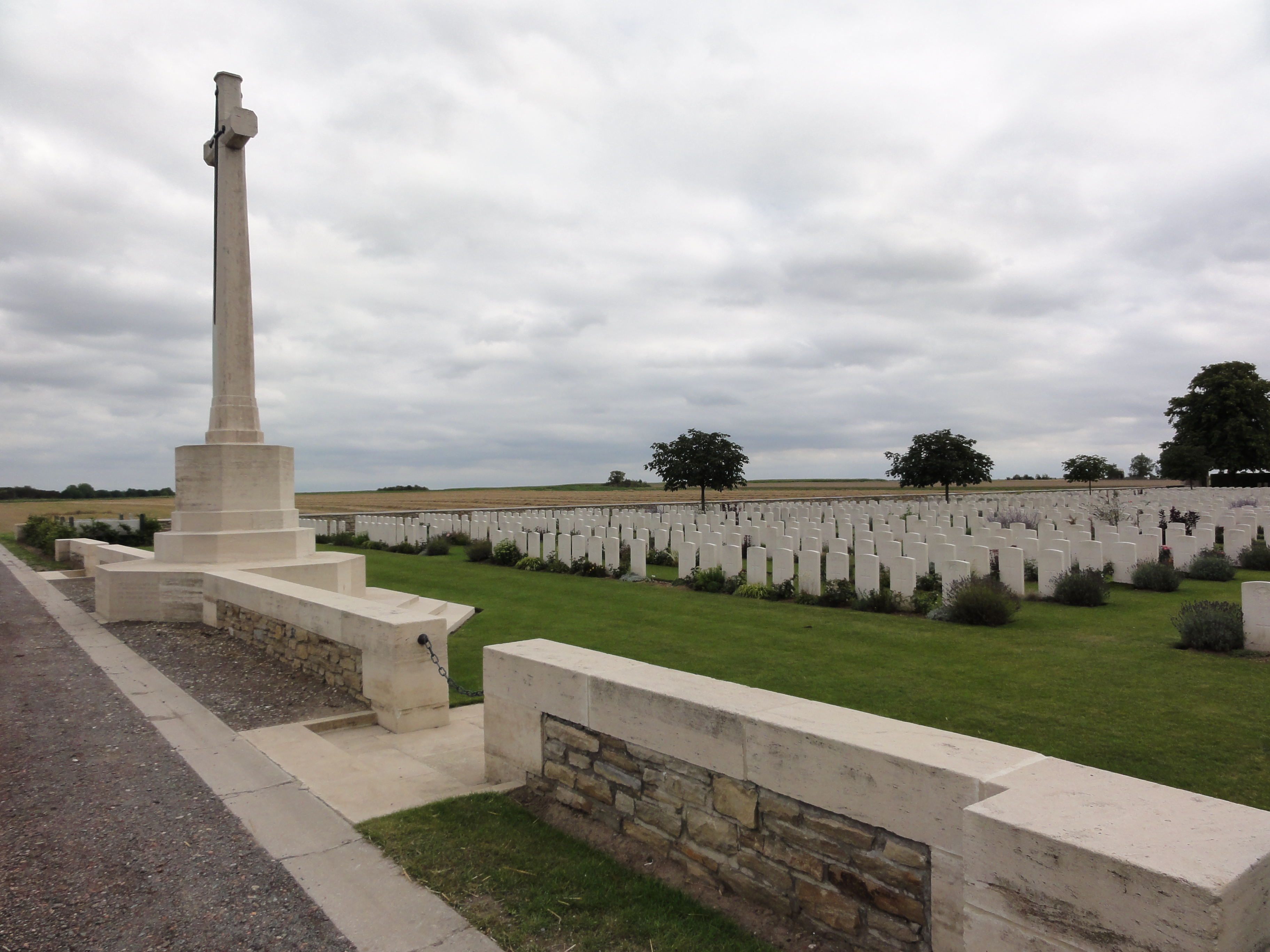
Le cimetière St.Mary's Advanced Dressing Station Cemetery.
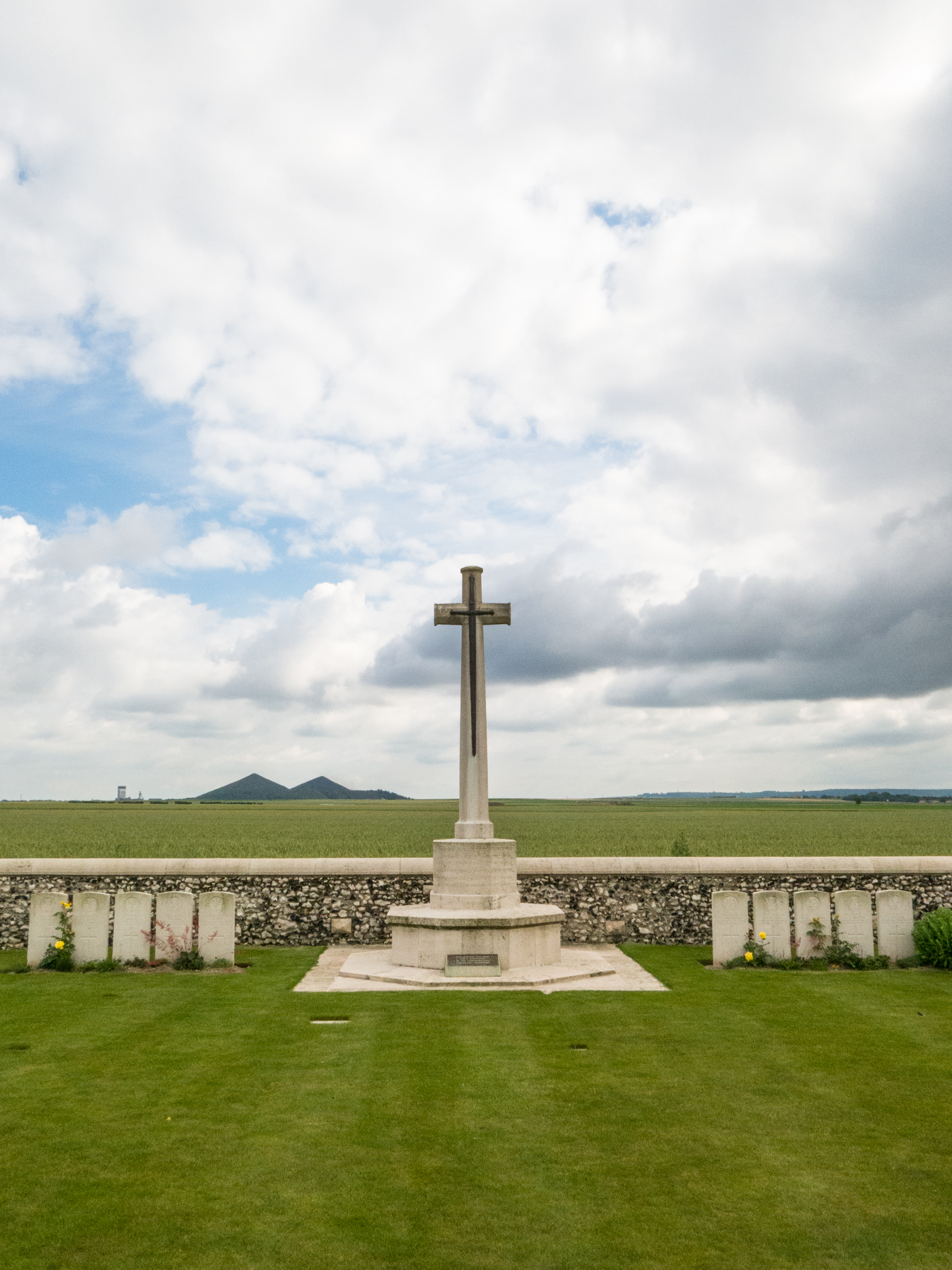
Le cimetière Ninth Avenue Cemetery.
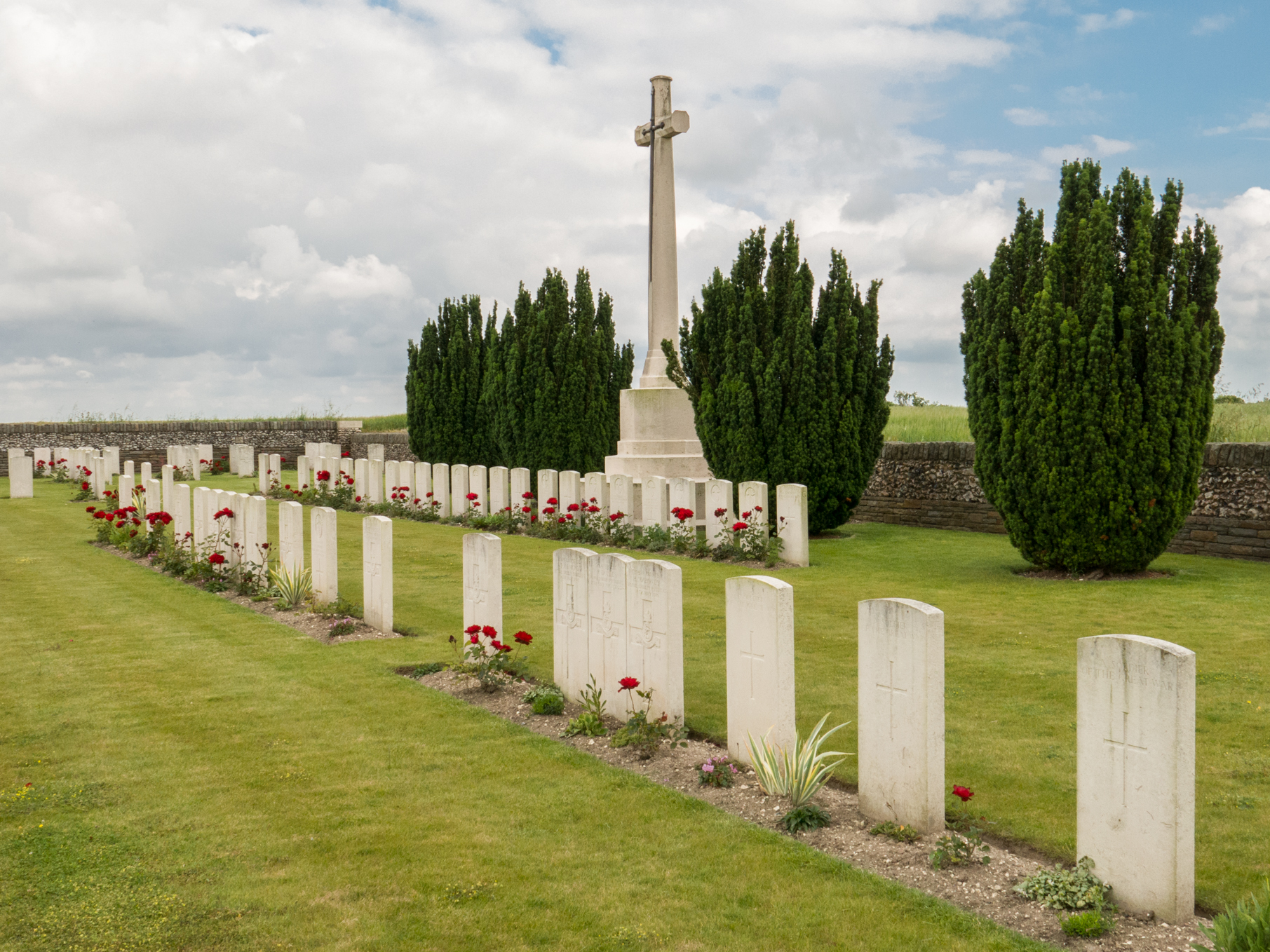
Le cimetière Bois-Carré Military Cemetery.

### Personnalités liées à la commune
- Floris Delattre (1880-1950), professeur de littérature anglaise, poète, écrivain et traducteur, né dans la commuune.
- John Kipling (1897-1915), fils unique de l'écrivain Rudyard Kipling, inhumé dans le cimetière britannique St.Mary's Advanced Dressing Station Cemetery situé dans la commune.

### Héraldique, logotype et devise
| Blason de Haisnes | Blason  | D'argent à la divise vivrée d'or accompagnée de trois gerbes de blé d'or rangées en chef et surmontées de deux burelles ondées d'azur, soutenue d'un mineur de sable poussant un wagonnet chargé de charbon du même, les roues du champ. Ornements extérieursCroix de guerre 1914-1918 |
| Blason de Haisnes | Détails | * Il y a là non-respect de la règle de contrariété des couleurs : ces armes sont fautives (or sur argent). Le statut officiel du blason reste à déterminer. |

## Pour approfondir

#### Bases de données, dictionnaires et encyclopédies
- Ressources relatives à la géographie :   - Insee (communes)
  - Ldh/EHESS/Cassini
- Ressource relative à plusieurs domaines :   - Annuaire du service public français
- Notices d'autorité :   - BnF (données)